# Copuyo
Copuyo es una localidad situada en el municipio de Tzitzio, en el estado de Michoacán de Ocampo. Posee una población de 120 habitantes. Copuyo está a 964 metros de altitud y es tenencia.

## Población
Dentro de todos las localidades del municipio, ocupa el número 10 en cuanto a número de habitantes.
| Año  | Habitantes Mujeres | Habitantes hombres | Total habitantes |
| ---- | ------------------ | ------------------ | ---------------- |
| 2020 | 66                 | 54                 | 120              |
| 2010 | 61                 | 56                 | 117              |
| 2005 | 55                 | 63                 | 118              |